# Non Serviam: Nocy Kilka Godzin
Non Serviam: Nocy Kilka Godzin – minialbum studyjny białostockiego rapera Piha. Wydawnictwo ukazało się 18 marca 2020 nakładem wytwórni Pihszou Records.

## Lista utworów
1. MGŁA (prod. Baltik Beatz)
2. BYŁO JAK BYŁO, JEST JAK JEST (ft. Bonson prod. soSpecial)
3. PYREX (prod. Hice Beats)
4. ORGIA MUCH (prod. Baltik Beatz)
5. 2019 (prod. Baltik Beatz)